# Venti di guerra
Venti di guerra (The Winds of War) è una miniserie televisiva in sette puntate del 1983 diretta da Dan Curtis. Tratta dal romanzo omonimo di Herman Wouk, è interpretata da Robert Mitchum, Ali MacGraw, Jan-Michael Vincent e John Houseman.
Prodotta da Paramount Television, è stata trasmessa con grande successo negli Stati Uniti dal 6 al 13 febbraio 1983 in prima serata sulla rete ABC, conquistando 80 milioni di telespettatori.

## Trama
Seguendo fedelmente l'opera originale di Wouk, vengono descritti gli avvenimenti che diedero inizio al secondo conflitto mondiale, a partire dal marzo 1939 fino all'ingresso in guerra degli Stati Uniti nel dicembre 1941.

## Produzione

### Cast
I ruoli principali sono interpretati da Robert Mitchum, Ali MacGraw, Jan-Michael Vincent, Polly Bergen, Victoria Tennant, Peter Graves, Ralph Bellamy.
Fra gli altri interpreti del serial figura anche l'attore John Karlsen, e nei panni di Benito Mussolini il regista italiano Enzo G. Castellari.

#### Personaggi e interpreti
- Victor 'Pug' Henry (7 puntate, 1983), interpretato da Robert Mitchum
- Natalie Jastrow (7 puntate, 1983), interpretato da Ali MacGraw
- Byron Henry (7 puntate, 1983), interpretato da Jan-Michael Vincent
- Aaron Jastrow (7 puntate, 1983), interpretato da John Houseman
- Rhoda Henry (7 puntate, 1983), interpretato da Polly Bergen
- Madeline Henry (7 puntate, 1983), interpretata da Lisa Eilbacher
- Leslie Slote (7 puntate, 1983), interpretato da David Dukes
- Berel Jastrow (7 puntate, 1983), interpretato da Topol
- Warren Henry (7 puntate, 1983), interpretato da Ben Murphy
- Palmer 'Fred' Kirby (7 puntate, 1983), interpretato da Peter Graves
- Brigadier Generale Armin Von Roon (7 puntate, 1983), interpretato da Jeremy Kemp
- Presidente Franklin Delano Roosevelt (7 puntate, 1983), interpretato da Ralph Bellamy
- Pamela Tudsbury (7 puntate, 1983), interpretato da Victoria Tennant
- Maresciallo di campo Walter von Brauchitsch (7 puntate, 1983), interpretato da Wolfgang Preiss
- Narratore (7 puntate, 1983), interpretato da William Woodson
- Adolf Hitler (6 puntate, 1983), interpretato da Günter Meisner
- Hermann Goering (6 puntate, 1983), interpretato da Reinhard Kolldehoff
- Colonnello Generale Franz Halder (6 puntate, 1983), interpretato da Werner Kreindl
- Grand Ammiraglio Erich Raeder (6 puntate, 1983), interpretato da Rainer Penkert
- Maresciallo di campo Wilhelm Keitel (6 puntate, 1983), interpretato da Alexander Kerst
- Maresciallo di campo Alfred Jodl (6 puntate, 1983), interpretato da Joachim Hansen
- Winston Churchill (4 puntate, 1983), interpretato da Howard Lang
- Joachim von Ribbentrop (4 puntate, 1983), interpretato da Anton Diffring
- Yeoman Ryan (4 puntate, 1983), interpretato da Timothy Stack
- Wolf Stoller (3 puntate, 1983), interpretato da Barry Morse
- Alistair Tudsbury (3 puntate, 1983), interpretato da Michael Logan
- Colonnello William Forrest (3 puntate, 1983), interpretato da John Carter
- Hugh Cleveland (3 puntate, 1983), interpretato da Tom McFadden
- Harry Hopkins (3 puntate, 1983), interpretato da Roy Poole
- Janice Lacouture Henry (3 puntate, 1983), interpretata da Deborah Winters
- Tenente Carter 'Lady' Aster (3 puntate, 1983), interpretato da Joseph Hacker
- maggiore Generale Tillet (2 puntate, 1983), interpretato da Allan Cuthbertson
- Capitano Red Tully (2 puntate, 1983), interpretato da Scott Brady
- Luigi Gianelli (2 puntate, 1983), interpretato da Edmund Purdom
- Bunky Thurston (2 puntate, 1983), interpretato da Lawrence Pressman
- Blinker Vance (2 puntate, 1983), interpretato da Lin McCarthy
- Benito Mussolini (2 puntate, 1983), interpretato da Enzo G. Castellari
- Commodoro Burne-Wilke (2 puntate, 1983), interpretato da Edmund Pegge
- Generale 'Train' Anderson (2 puntate, 1983), interpretato da Leo Gordon
- Eleanor Roosevelt (2 puntate, 1983), interpretata da Elizabeth Hoffman
- Fred Fearing (2 puntate, 1983), interpretato da Michael McGuire
- Ludwig Rosenthal (2 puntate, 1983), interpretato da Ferdy Mayne
- Galeazzo Ciano (2 puntate, 1983), interpretato da Sky du Mont

## La messa in onda in Italia
Rimontata in 10 puntate, rispetto alle 7 originali, la miniserie venne trasmessa per la prima volta in Italia il 4 novembre 1983 in prima serata su Rete 4. Le restanti 9 puntate andarono in onda dal 6 al 28 novembre. L'allora mondadoriana emittente tv spese oltre 20 miliardi di lire per una campagna pubblicitaria senza precedenti, mettendosi in concorrenza con Canale 5 che negli stessi giorni trasmetteva in prima visione la miniserie Uccelli di rovo con Richard Chamberlain. Anche il fumetto Topolino (edito da Arnoldo Mondadori) venne usato come veicolo pubblicitario per la serie: la copertina del n° 1460 (20 novembre 1983) fu interamente occupata da un Mickey Mouse in uniforme della Marina. Rete 4 perse il "braccio di ferro" con Canale 5, cadendo in una crisi economica che sfociò nell'acquisto dell'emittente da parte della Fininvest. 
Venti di guerra venne replicato su Canale 5 dal 3 marzo 1985, in un'edizione rimontata in 8 episodi, e infine su Italia 7 nel 1988.

## Il seguito
La miniserie ha avuto, nel 1988, un seguito, in 12 episodi: Ricordi di guerra (War and Remembrance), una miniserie diretta dallo stesso regista.
Diversamente dalle aspettative del regista e dei produttori, questa seconda serie (che prosegue gli avvenimenti narrati nella prima fino al 1945 e alla liberazione dal nazifascismo) non ebbe lo stesso successo della precedente e fu un flop. Tra i motivi, l'eccessiva lunghezza rispetto al prequel e il fatto che molti personaggi sono interpretati da attori diversi.

## Colonna sonora
La colonna sonora del film fu pubblicata in Italia, nel 1983, in doppio vinile. Si tratta di una selezione di brani del periodo del secondo conflitto mondiale assieme ad alcune composizione della tradizione musicale angloamericana, se non riadattamenti contemporanei estratti dalla musica classica del passato per grandi orchestre.

### Tracce vinile

#### Disco 1 Lato A
1. In The Mood – 3:30 (musica: Joe Garland)
2. Fallin' In Love With Love – 2:26 (musica: Richard Rodgers)
3. The "C" Jam Blues – 2:00 (musica: Duke Ellington)
4. Little Hula Heaven – 1:10 (musica: Harry Owens)
5. Gee, Baby Ain't Good To You – 4:04 (musica: Don Redman, Andy Razaf)
6. Song Of India – 3:05 (musica: Nikolaj Andreevič Rimskij-Korsakov)

#### Disco 1 Lato B
1. That Feeling In The Moonlight – 2:55 (musica: James Cavanaugh, Larry Stock, Ira Schuster)
2. Lover Man – 4:52 (musica: Jimmy Davis, Roger Ramirez, James Sherman)
3. Sleepy Time Gal – 4:46 (musica: Joseph Reed Alden, Raymond B. Egan, Ange Lorenzo, Richard A. Whiting)
4. You Brought A New Kind Of Love To Me – 2:54 (musica: Sammy Fain, Irving Kahal, Pierre Norman)
5. Paper Doll – 1:48 (musica: Johnny S. Black)
6. Little Brown Jug – 2:48

#### Disco 2 Lato A
1. Ah, Your Father's Moustache – 5:48 (musica: Woody Herman, Bill Harris)
2. None But Lonely Heart – 3:10 (musica: Pëtr Il'ič Čajkovskij)
3. I Don'T Know Enough Abour You – 2:31 (musica: Dave Barbour, Peggy Lee)
4. Ohh, Hot Dawg – 3:04 (musica: Gene Krupa, Remo Biondi)
5. I Fall In Love Too Easily – 1:53 (musica: Sammy Cahn, Jule Styne)
6. Tuxedo Junction – 3:22 (musica: Erskine Hawkins)

#### Disco 2 Lato B
1. Come To Baby Do – 2:46 (musica: Inez James, Sidney Miller)
2. Blue Haway – 1:43 (musica: Harry Owens)
3. Last Party – 4:20 (musica: Sam Donahue)
4. Ev'ry Time (Ev'ry Time I Fall In Love) – 3:07 (musica: Gordon Jenkins)
5. Moonglow – 2:55 (musica: Will Hudson, Eddie DeLange, Irving Mills)
6. Tired – 3:20 (musica: Bob Roberts,  Carl Fisher)

Un secondo album con le musiche originali dal forte pathos, composte da Bob Cobert (1924-2020), autore di colonne sonore per il cinema e la televisione (La casa dei vampiri, 1970; La casa delle ombre maledette, 1971; Il demone nero, 1974; Ricordi di guerra, 1988), uscì soltanto in alcuni paesi sia in vinile che in edizione limitata numerata in CD. Adesso è disponibile anche on line.